# Santa Rock
Der Santa Rock ist ein 35 m (nach Angaben des UK Antarctic Place-Names Committee 37 m) hoher Klippenfelsen im Archipel der Südlichen Sandwichinseln. Er ragt 2,5 km nordnordwestlich von Vindication Island aus dem Südatlantik auf.
Wissenschaftler der britischen Discovery Investigations kartierten und benannten ihn im Jahr 1930. Der weitere Benennungshintergrund ist nicht überliefert.